# Partit Revolucionari de l'Esquerra Nacionalista
El Partit Revolucionari de l'Esquerra Nacionalista (PRIN) va ser un partit d'esquerra de Bolívia. Va ser fundat en 1963 pel dirigent sindical Juan Lechín quan els líders del MNR no el van nomenar a president. El PRIN combinava l'ala esquerra del MNR i els antics membres del PER.
Després del cop d'estat de 1964 que enderrocà el govern del MNR, el PRIN passà a la clandestinitat. L'exili de Lechín al Paraguai el debilità. Després de 1971, la seva posició com el principal partit a l'esquerra del MNR va ser debilitada pel nou partit MIR. El PRIN va ser suprimit una altra vegada als anys 70 pel règim militar d'Hugo Banzer.
El 1979, un membre del PRIN, Lidia Gueiler Tejada, va ser nomenada Presidenta interina. Gueiler va ser la primera dona en exercir com a presidenta de Bolívia.
Als anys 80 la força del PRIN va decaure encara més, en part cedint al creixement del MIR.